# Улітино (Старицький район)
Улітино (рос. Улитино) — присілок в Старицькому районі Тверської області Російської Федерації.
Населення становить 34 особи. Входить до складу муніципального утворення Архангельське сільське поселення.

## Історія
Від 2005 року входить до складу муніципального утворення Архангельське сільське поселення. Раніше населений пункт належав до Архангельського сільського округу.

## Населення
| 2008 | 2010 |
| ---- | ---- |
| 11   | ↗34  |